# Bideu

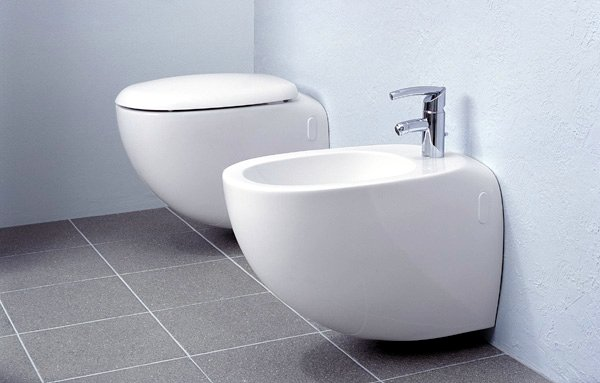
Bideu

Un bideu este o instalație sanitară prevăzută cu un robinet, folosită pentru curățarea zonelor urogenitală și anală după urinare și defecație, în timpul menstruației, precum și după contactul sexual.